# Harry G. Garland
Harry George Garland (28 de noviembre de 1899 – 18 de junio de 1972) fue el fundador y presidente de Garland Manufacturing Company en Detroit, Míchigan. Él fundó la compañía en 1935. Como resultado de su producción de equipo para las fuerzas armadas durante la Segunda Guerra Mundial, fue reconocido como líder industrial de Míchigan en tiempo de guerra.  Vendió su empresa en el año 1947 e inició su carrera de rescatar empresas con dificultades financieras, muchas veces como administrador nombrado por el tribunal. El Sr. Garland rescató el Anker-Holth Manufacturing Co., el Richmond & Backus Co., el D. J. Healy Shops, el Rocky River Paper Mill, el F.L. Jacobs Company y muchas otras compañías con dificultades financieras. También el Sr. Garland fue miembro de la Junta de Supervisores del Condado de Macomb, Míchigan por 20 años. El Garland Lodge and Resort en Lewiston, Míchigan fue nombrado para honrar al Sr. Garland.

## Inicios de su carrera
Harry G. Garland era autodidacta. Aprendió sobre la fabricación de herramientas y matrices como joven aprendiz en las fábricas de Chicago y Detroit en los Estados Unidos. Empezó su aprendizaje en el American Can Company en Chicago, y trabajó cuatro años allí. En 1921 se mudó a Detroit para participar en la industria automotriz que estaba creciendo rápidamente. Entró en Studebaker Company como “journeyman”, y dos años después entró en Chrysler Corporation donde llegó a ser maestro mecánico. En 1935 dejó Chrysler Corporation para fundar Garland Manufacturing Company.

## Garland Manufacturing Company

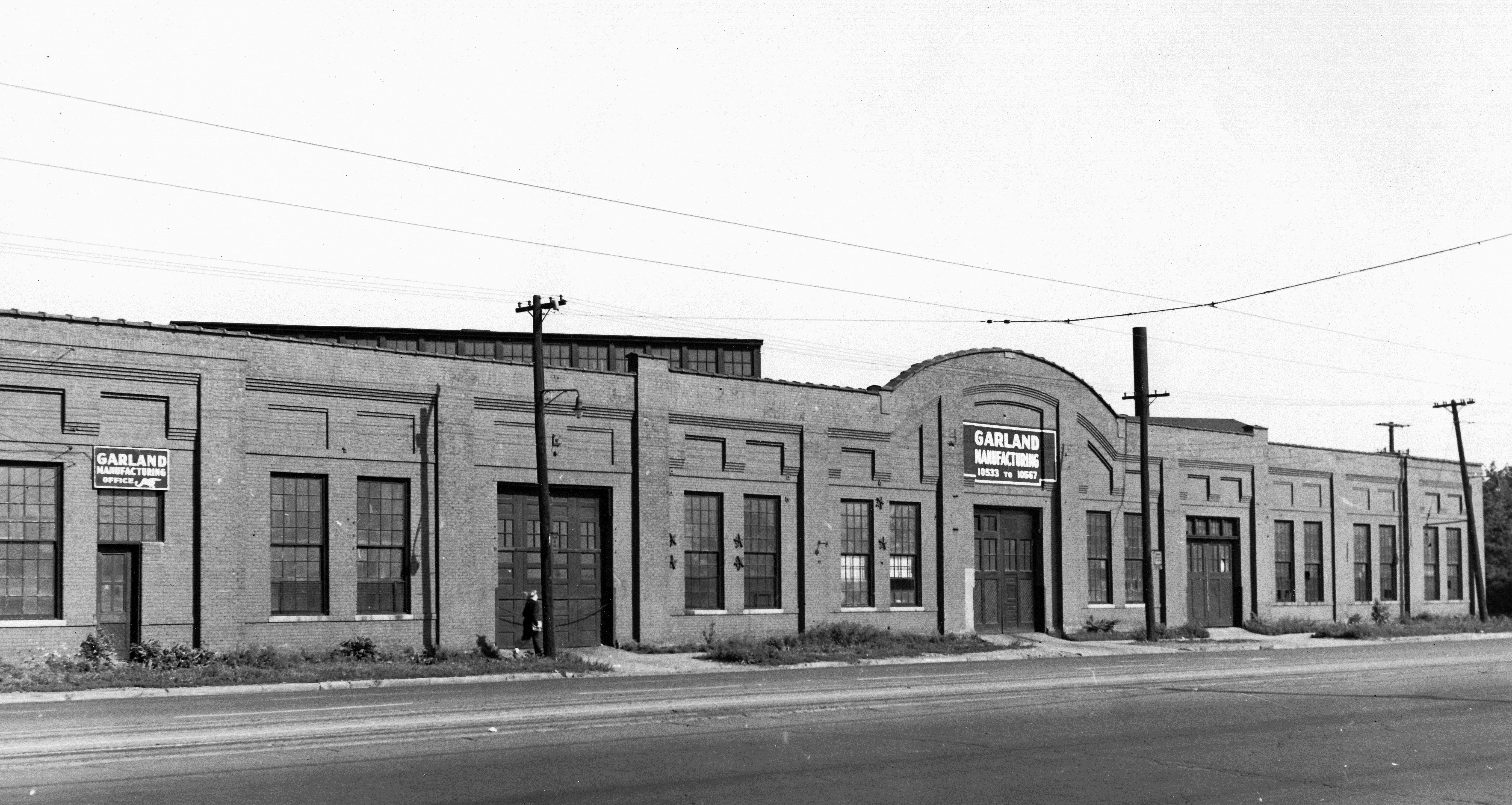
Garland Manufacturing Company situada en la Avenida Gratiot en Detroit, Míchigan, U.S.A. (1945)

Garland Manufacturing Company fue lanzada por Harry Garland en 1935 como fábrica de componentes automotrices. La fábrica fue ubicada en Avenida Gratiot en Detroit. Cuando la Segunda Guerra Mundial estalló, Garland Manufacturing cambió su producción a componentes para camiones, tanques y aviones de la armada y el ejército. La contribución de Garland fue reconocida en el libro "Los líderes de tiempos de guerra de Michigan".
Garland era también propietario de Clairpointe Marina en el río Detroit. La Marina fue distinguida por su sistema ferroviario diseñado y construido por Garland para el transporte de barcos con quilla profunda desde el agua a las zonas de almacenamiento y de regreso.
En 1947, Garland vendió su compañía a Hermann Otto. Otto construyó una destinación muy importante en los terrenos de Garland Manufacturing Co. en Lewiston, Míchigan que fue inaugurada en 1951. El complejo fue bautizado el "Garland Lodge and Resort" para honrar a Harry Garland.

## La Base de Hidroaviones Garland

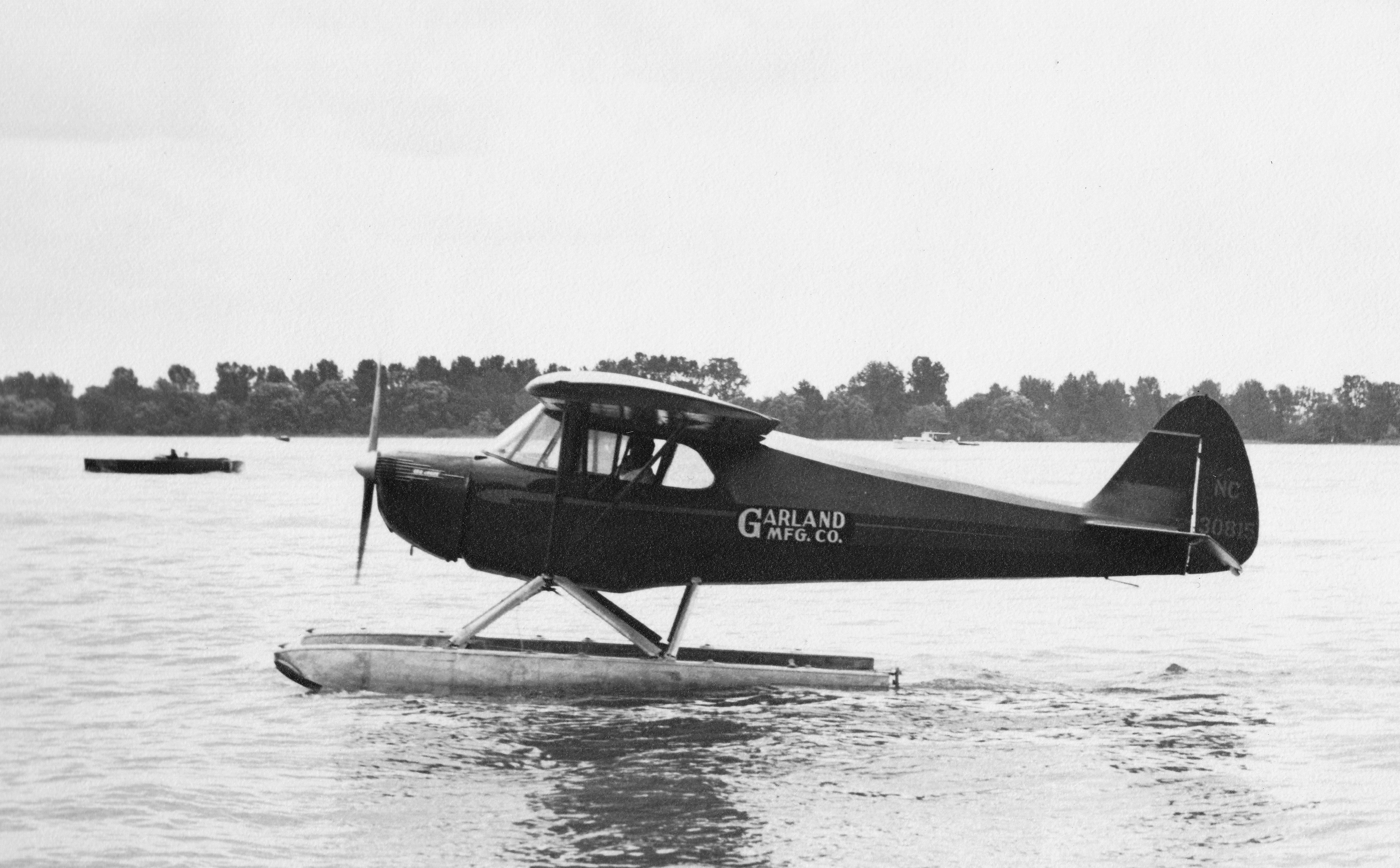
Harry G. Garland pilotea el hidroavión que lleva el logo de Garland Manufacturing Company, en el río Detroit (1946)

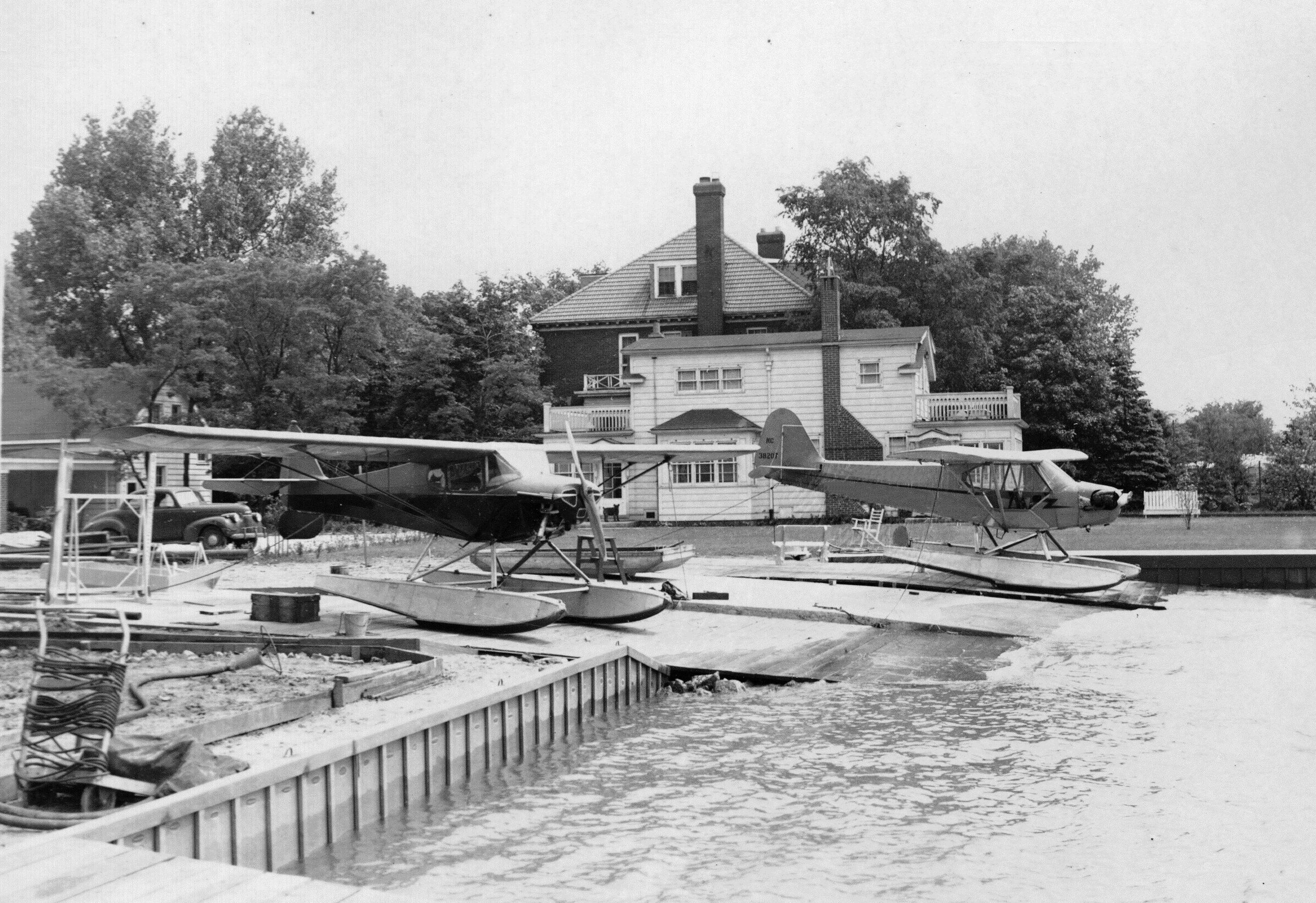
La Base de Hidroaviones Garland (1946)

Harry G. Garland fundó una base de hidroaviones (Garland’s Seaplane Base) en el río Detroit en 1945. Los hidroaviones de su base, algunos que llevaban el logo de Garland Manufacturing Co., podrían haber sido vistos despegar y amerizar en el río Detroit entre 1945 y 1952.
En esta época había 11 bases de hidroaviones en el estado de Míchigan. De ellas, sólo la base de Garland tenía instalaciones adecuadas para grandes aviones anfibios, como el Grumman Widgeon, uno de los que fue propiedad de Garland. 
La Base de Hidroaviones Garland tenía tres rampas. Dos rampas de madera y una rampa de hormigón. Los hidroaviones anfibios utilizaban la rampa de hormigón. Los otros, como los de Aeronca y de Piper (hidroaviones con flotadores), utilizaban las rampas de madera.
En 1952 la ciudad de Detroit utilizó su derecho de expropiación para adquirir la propiedad de Garland con el objetivo de crear un parque a la orilla del río Detroit, y Garland tuvo que cerrar su base de hidroaviones.

## F.L. Jacobs Co.

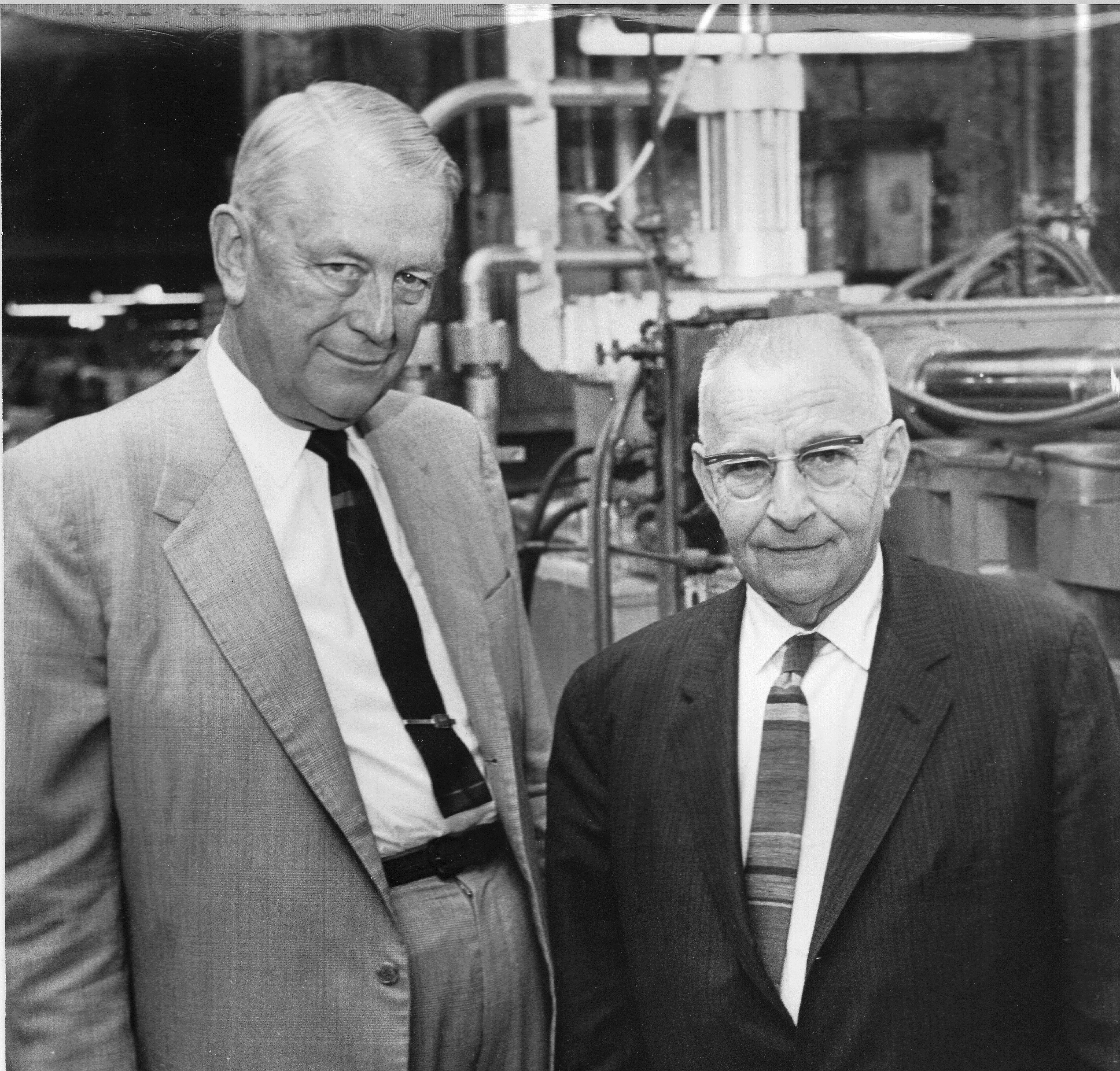
Arthur B. Pfleiderer y Harry G. Garland, administradores de la F.L. Jacobs Co. (1960)

El 18 de marzo de 1959 el juez Thomas P. Thornton ordenó la reorganización de la F.L. Jacobs Company bajo la ley federal de bancarrota.  El juez Thornton nombró a Harry G. Garland y a Arthur B. Pfleiderer como administradores de la empresa.  La F.L. Jacobs Company fue encabezada por Hal Roach Jr. quien había asumido la presidencia de la compañía de Alexander L. Guterma anteriormente en 1959.  La empresa tenía plantas en Míchigan y una oficina elegante en Nueva York que el Juez Thornton describió como "un pozo negro de delitos". Al año siguiente Guterma fue condenado a prisión por su gestión criminal en la empresa.
Garland y Pleiderer tomaron el trabajo de desenmarañar los asuntos financieros enrevesados de la F.L. Jacobs Co.  Harry Garland asumió la presidencia de las dos unidades operativas de la empresa: Grand Rapids Metalcraft Corp. (que había sido adquirida por F.L. Jacobs en 1936) y Continental Die Casting Corp. A finales de 1959 el diario Detroit News informó que la situación financiera de estas dos empresas estaba mejorando y a principios de 1960 Garland anunció que las compañías estaban dando frutos.
Como resultado de la rentabilidad de Grand Rapids Metalcraft Corp. y Continental Die Casting Corp., Garland y Pfleiderer pudieron retirarse de las obligaciones de la F.L. Jacobs Co.  y completar la reorganización estructural de la compañía. En siete años Garland y Pfleiderer transformaron F.L. Jacobs Co., con un patrimonio neto negativo de US$ 15,1 millones, a una empresa viable. La Corte de Bancarrota, en su resolución final, se deshizo en elogios hacia el Sr. Garland y el Sr. Pfleiderer y señaló que Grand Rapids Metalcraft Corp. y Continental Die Casting Corp. se habían convertido en líderes en su industria.
A medida que la empresa salía de bancarrota Garland fue designado como presidente de la empresa.   Garland continuó en este puesto hasta 1971 cuando renunció a la presidencia con la meta de, según el Wall Street Journal, "pasarle las riendas a un hombre más joven."

## Anchor Steel and Conveyor Company

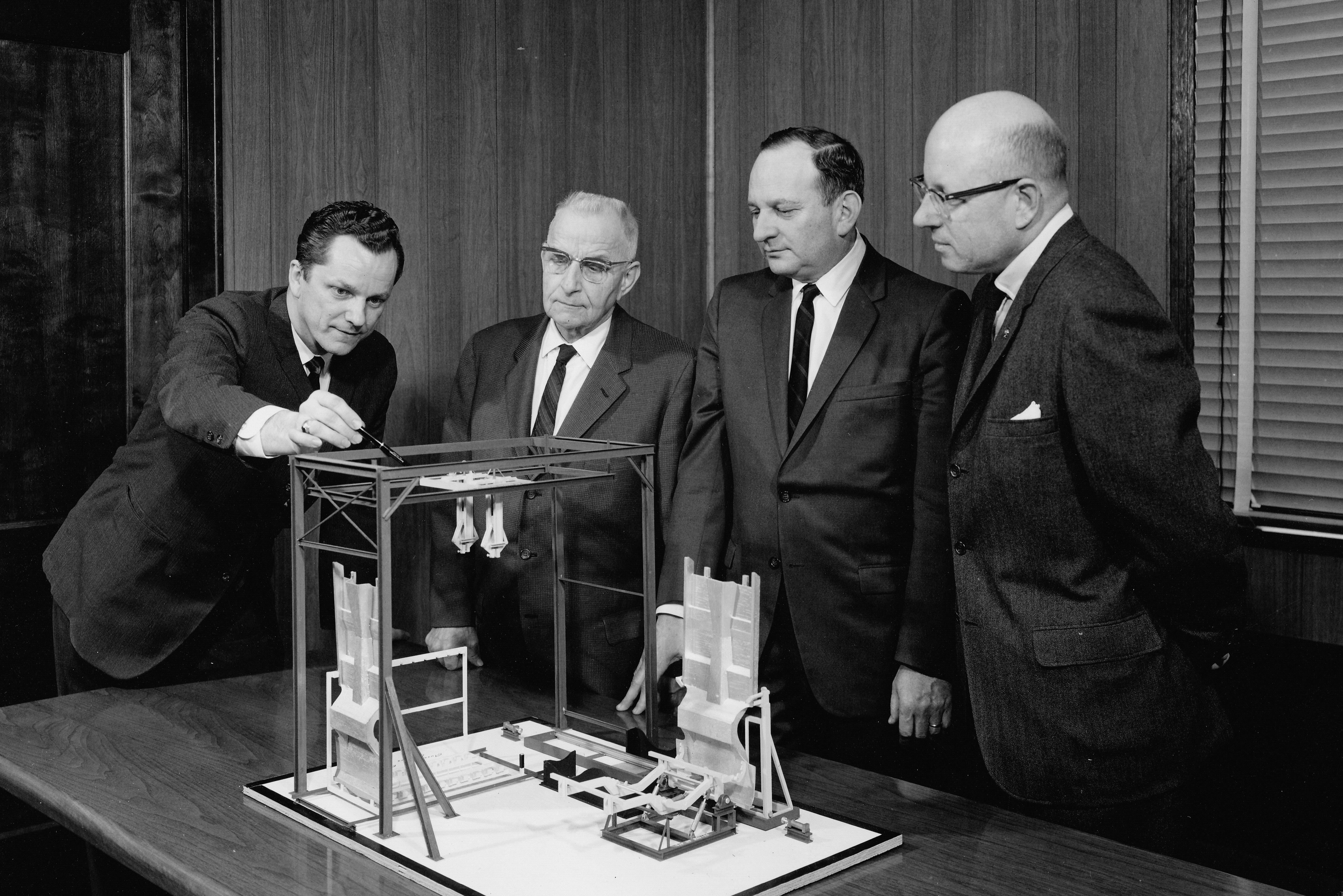
Harry G. Garland con la gerencia de Anchor Steel and Conveyor Company en 1966: Ade Czarnecki (jefe de ingeniería), Harry Garland (presidente), Marshall Brenner (vicepresidente y gerente general), Ted Hegelman (gerente de ventas)

Durante los años 60, Harry Garland también se desempeñó como presidente de Anchor Steel and Conveyor Company en Dearborn, Míchigan. En esta empresa Garland completó un proyecto de gran envergadura: el diseño, la construcción y la instalación de un sistema de transporte sofisticado que transportaba grandes multitudes de visitantes por la exposición “Futurama” de General Motors en la Feria Mundial de 1964 en Nueva York.
El sistema de transporte de Garland llevaba a 1.400 visitantes sentados por la exposición cada 15 minutos.  Durante el transcurso de la Feria Mundial 26 millones de visitantes conocieron la exposición por este sistema de transporte. Fue la atracción más popular de toda la feria.

## Otras empresas
En su carrera de rescatar empresas con dificultades financieras, Harry G. Garland sirvió como presidente de muchas empresas en una variedad de industrias. Entre ellas se incluyen el Anker-Holth Manufacturing Co., el Richmond & Backus Co., el D. J. Healy Shops, el Rocky River Paper Mill, el Fabricated Products, Inc.y el Spartan Industries Co.
A lo largo de los años 50 y 60, además de sus otras responsabilidades corporativas, Harry Garland se desempeñó como representante en el área de Detroit para Lake Shore, Inc., una fábrica en la península superior de Míchigan. Él estableció Lake Shore, Inc. como una muy importante fábrica de componentes para la industria automotriz.

## Vida privada

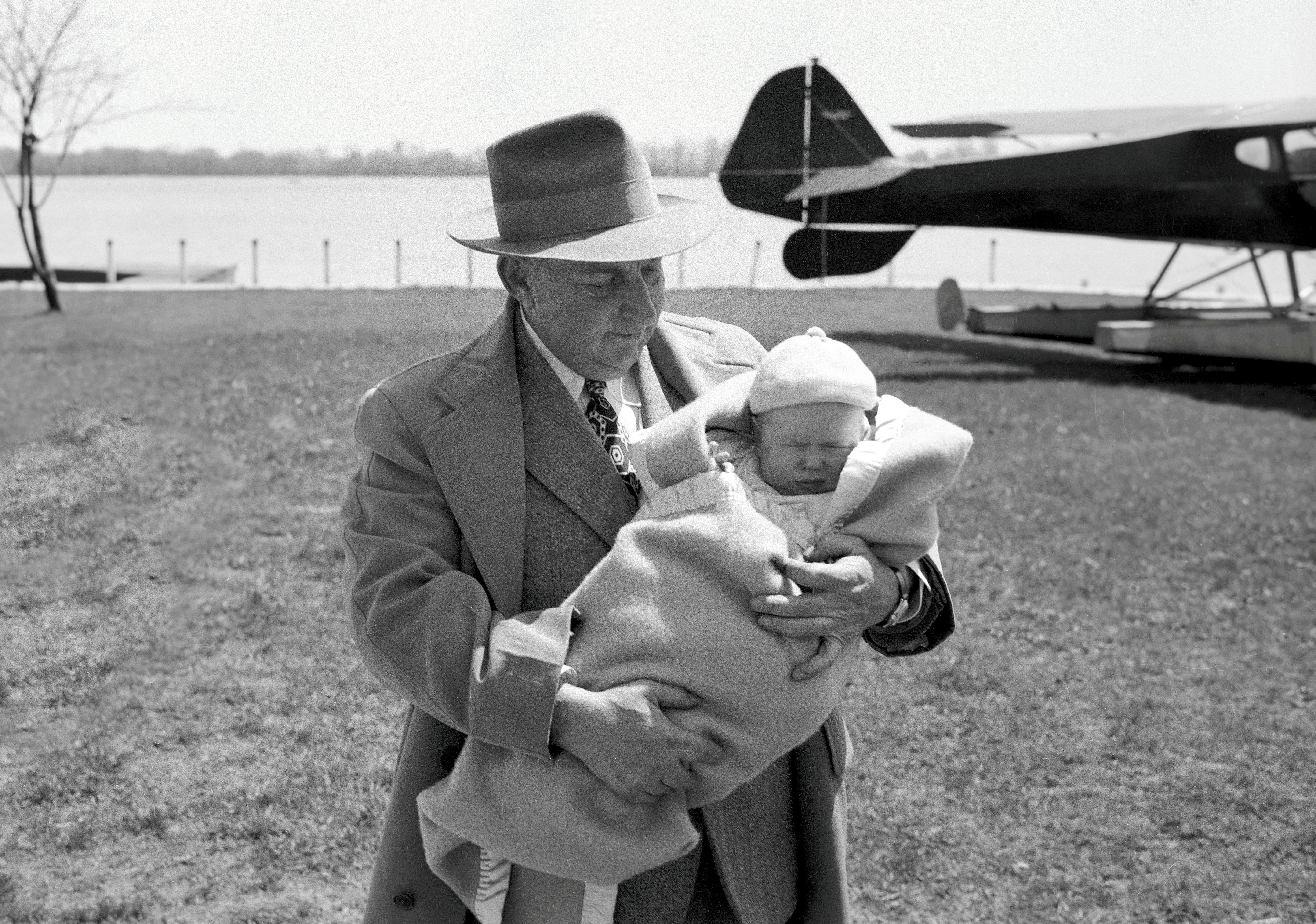
Harry G. Garland con su hijo Harry en la Base de Hidroaviones Garland en la orilla del río Detroit (1947)

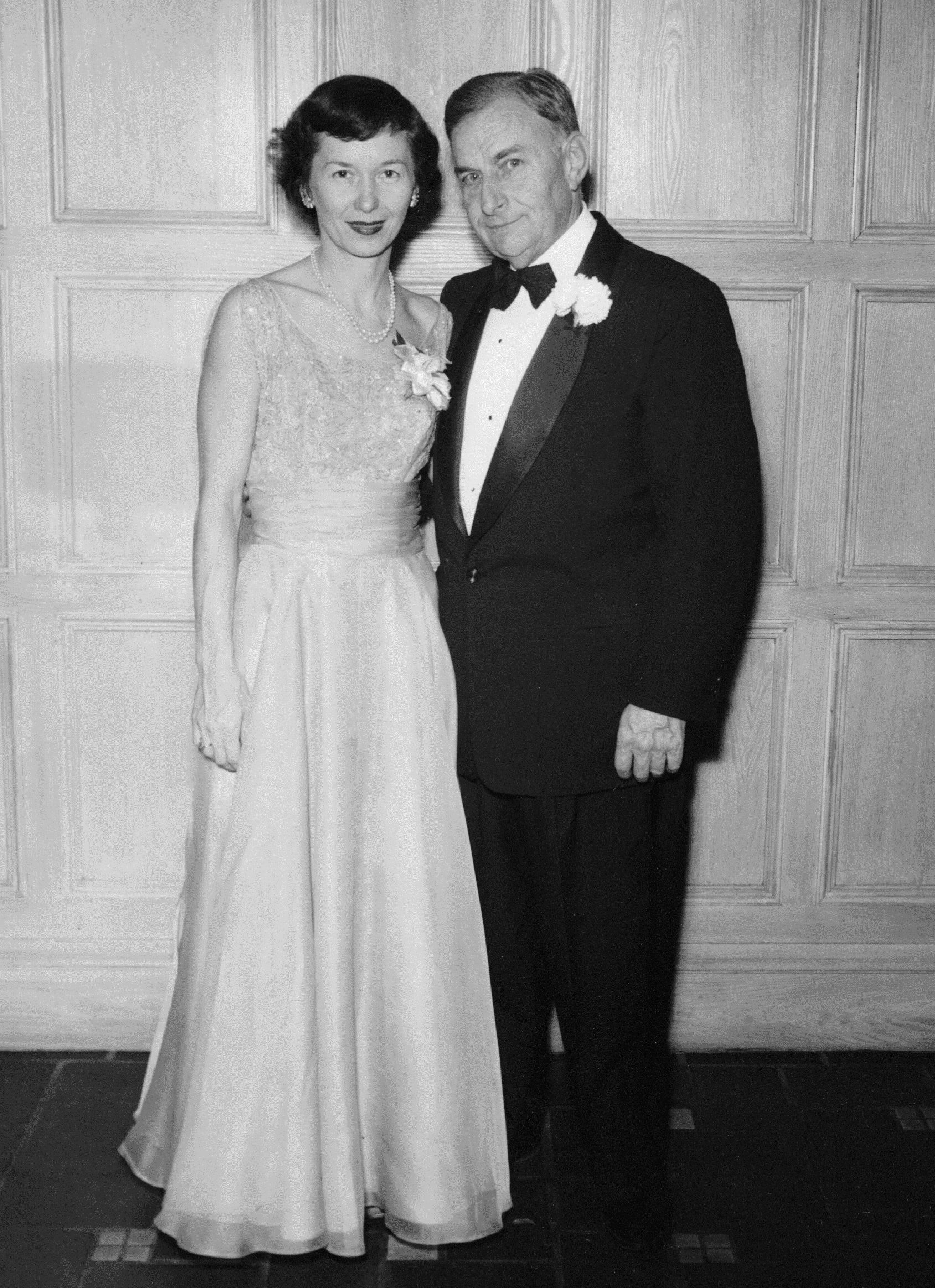
Harry G. Garland con su esposa, Rose Garland (1945)

Harry G. Garland nació en Joliet, Illinois el 28 de noviembre de 1899. Sus padres fueron George Moses Garland y Annie Elliott Garland. Se mudó a Detroit, Míchigan en 1921 y pasó el resto de su vida en la zona de Detroit. Sus pasatiempos eran pilotaje y motonáutica. Él construyó su residencia a la orilla del río Detroit en 1945 con una base de hidroaviones y escuela de vuelo en su propiedad.
En 1952 la ciudad de Detroit utilizó su derecho de expropiación para adquirir la propiedad de Garland con el objetivo de crear un parque a la orilla del río Detroit. Como consecuencia Garland y su familia se mudaron a Grosse Pointe Shores, a las afueras de Detroit. Él construyó su casa al lado del Lago Sainte-Claire, con una rampa de madera en su propiedad para su hidroavión Piper.
Garland se convirtió en el Supervisor de Lake Township, Míchigan, y sirvió en la Junta de Supervisores del Condado de Macomb por 20 años. Él fue presidente del comité de aeropuertos para la Junta de Supervisores del Condado de Macomb, Míchigan.
Harry G. Garland y su esposa Rose tuvieron tres hijos: Harry (nacido en 1947), Judy (nacida en 1949) y Carol  (nacida en 1951). De adultos los tres se mudaron a California y su hijo, Harry T. Garland, llegó a ser el fundador de la compañía Cromemco, y un líder en el desarrollo de microcomputadoras en el Silicon Valley.  Las destacadas microcomputadoras de Cromemco eran algunas de las primeras en Latinoamérica.
El Sr. Garland falleció el 18 de junio de 1972.  Su esposa, Rose, siguió viviendo en su casa de Grosse Pointe Shores por 42 años más. Rose sirvió en el consejo de la ciudad de Grosse Pointe Shores por 21 años y llegó a ser la alcaldesa pro tempore de la ciudad en 2003. Rose falleció el 26 de abril de 2014.